# Felsőkomána
Felsőkomána (románul: Comana de Sus vagy Comăna de Sus, németül: Oberkomana) falu Romániában, Erdélyben, Brassó megyében.

## Fekvése
Kőhalomtól 21 kilométerre délre, a Persányi-hegység nyugati peremén fekszik.

## Története
Először 1582-ben, Felső-Komana néven említik. Fogaras vidékéhez tartozott román lakossággal, erdei az erdélyi fejedelmek vadászterületei voltak. Innen származott a Majláth (Maylád) család.
1632-ben 21 jobbágy, két boér családfő és egy pap lakta, és a fejedelemasszonynak a falu felett üvegcsűre volt, kőtörő malommal. A műhelyben 1637-ben tizenegy, 1647-ben már csak négy munkás dolgozott. 1688-ban szűnt meg. 1722-ben ötven jobbágycsaládot és hét malmot számláltak meg itt. Ortodox kolostorában 1748-ban egy szerzetespap, hat szerzetes és egy apáca élt. 1792-ben hamuzsírfőző hutája működött.

## Látnivalók
- A falu külterületéhez tartozó számos barlang közül a legérdekesebb a Komána patak forrásvidékén, 610 méteres magasságban nyíló cseppkőbarlang, amelynek járatai három szinten helyezkednek el és összesen 2500 méter hosszúak.
- Piatra Cioplită (bazaltoszlopok).
- Porțile de Piatră dolomitszurdok.
- A falutól 15 kilométerre, 814 m magasságban kicsiny, középkori várrom.
- A faluban 18. századi ortodox templom. Belső festése 1773-ban készült.

## Népessége
- 1850-ben 617 lakosából 607 volt román és 10 cigány nemzetiségű; 611 ortodox és 6 görögkatolikus vallású.
- 2002-ben 373 fő lakta, közülük 326 vallotta magát román és 45 cigány nemzetiségűnek; 349 ortodox és 23 pünkösdista vallásúnak.

## Híres emberek
- Itt született 1889. május 13-án Grigorie Comșa aradi ortodox püspök.